# 韦伊内·伊科宁
韦伊内·伊科宁（芬蘭語：Väinö Ikonen，1895年10月5日—1954年2月10日），芬兰男子摔跤运动员。他曾代表芬兰参加1924年夏季奥林匹克运动会摔跤比赛，获得男子古典式雏量级铜牌。